# Piper Perabo
Piper Lisa Perabo (ur. 31 października 1976 w Dallas, Teksas) – amerykańska aktorka, znana głównie z roli Violet Sanford w filmie Wygrane marzenia.

## Życiorys
Piper Perabo urodziła się w Dallas, ale dorastała w Toms River w stanie New Jersey. W 1994 ukończyła Toms River High School North. W 1998 skończyła studia na Uniwersytecie Ohio. Jej matka jest Norweżką, a ojciec Portugalczykiem.

## Filmografia
- Single Spaced (1998) jako Giant Squid
- Knuckleface Jones (1999) jako Ta dziewczyna
- Whiteboys (1999) jako Sara Miller
- Rocky i Łoś Superktoś (The Adventures of Rocky and Bullwinkle, 2000) jako Karen Sympathy
- Wygrane marzenia (Coyote Ugly, 2000) jako Violet Sanford
- Followers (2000) jako dziewczyna na prywatce
- Zagubione (Lost and Delirious, 2001) jako Pauline 'Paulie' Oster
- Cicha woda (Slap Her, She's French, 2002) jako Genevieve LePlouff
- Flowers (2002) jako Iris
- Moje ja (The I Inside, 2003) jako Anna
- Fałszywa dwunastka (Cheaper by the Dozen, 2003) jako Nora Baker
- Idealnie niedobrana para (Perfect Opposites, 2004) jako Julia
- Smokiem i mieczem (George and the Dragon, 2004) jako księżniczka Lunna
- Perception (2005) jako Jen
- Karas: The Prophecy (2005) jako Yurine (głos w angielskiej wersji językowej)
- Jaskinia (The Cave, 2005) jako Charlie
- Gry weselne (Imagine Me & You, 2005) jako Rachel
- Edison (2005) jako Willow Summerfield
- Good Morning Baby (2005) jako Gabriella
- Fałszywa dwunastka II (Cheaper by the Dozen 2, 2005) jako Nora Baker-McNulty
- Za cenę życia (10th & Wolf, 2006) jako Brandy
- Pierwszy śnieg (First Snow, 2006) jako Diedre
- Prestiż (2006) jako Julia Angier
- A właśnie, że tak! (Because I Said So, 2007) jako Mae
- In Vivid Detail (2007) jako Leslie
- Dr House (House M.D., 2007) jako Honey (1 odcinek)
- The Prince of Motor City (2008)
- Cziłała z Beverly Hills (Beverly Hills Chihuahua, 2008) jako Rachel
- Nowe życie (The Lazarus Project, 2008) jako Lisa Garvey
- Sordid Things (2009) jako Tabitha White
- Prawo i porządek: Zbrodniczy zamiar (Law & Order: Criminal Intent, 2009) jako Calista Haslum (1 odcinek)
- Zabójczy wirus (Carriers, 2009) jako Bobby
- Kamuflaż (Covert Affairs, 2010–2014) jako Annie Walker (75 odcinków)
- Ashes (2010) jako Bettina
- Looper – Pętla czasu (2012) jako Suzie
- Go On (2013) jako Simone (4 odcinki)
- Grizzly (Into the Grizzly Maze, 2015) jako Michelle
- Heads Up America (2015)
- Notorious (2016) jako Julia George (10 odcinków)
- Czarny motyl (Black Butterfly, 2017) jako Laura
- Tough Love (2018) jako Kobieta
- Turn Up Charlie (2019) jako Sara (8 odcinków)
- Świat w ogniu (Angel Has Fallen, 2019) jako Leah Banning

## Nagrody i nominacje
Blockbuster Entertainment Awards
- Nominacja w kategorii: Ulubiona kobieta - nowicjusz (2001) za film Wygrane marzenia

MTV Movie Award
- Wygrana w kategorii: Najlepszy moment muzyczny (2001) za film Wygrane marzenia
- Nominacja w kategorii: Najbardziej obiecująca aktorka (2001) za film Wygrane marzenia

Teen Choice Awards
- Nominacja (2004) za film Fałszywa dwunastka

Young Artist Award
- Nominacja w kategorii: Najlepszy występ w filmie fabularnym - obsada młodego zespołu (2006) za film Fałszywa dwunastka II

Złoty Glob
- Nominacja w kategorii: Najlepszy występ aktorki w serialu telewizyjnym - dramat (2011) za serial Kamuflaż

Gracie Awards
- Wygrana w kategorii: Wybitna aktorka w przełomowej roli (2011) za serial Kamuflaż

People’s Choice Award
- Nominacja w kategorii: Ulubiona aktorka w nowym serialu telewizyjnym (2017) za serial Notorious